# Die Freude reget sich, BWV 36b
Die Freude reget sich, BWV 36b (La alegría se despierta) es una cantata profana escrita por Johann Sebastian Bach en Leipzig en 1735. Bach se basó en el material que había compuesto unos diez años antes para la cantata Schwingt freudig euch empor, BWV 36c.

## Historia
Bach compuso esta obra durante su estancia como Thomaskantor en Leipzig. El texto rinde homenaje a Johann Florens Rivinius, que había sido nombrado rector de la Universidad de Leipzig en octubre de 1735.
Bach reelaboró la cantata Schwingt freudig euch empor, BWV 36c para crear otras dos cantatas profanas y una cantata sacra:
- Schwingt freudig euch empor, BWV 36, sacra.
- Steigt freudig in die Luft, BWV 36a, secular.
- Die Freude reget sich, BWV 36b, secular.

La cantata probablemente fue interpretada en la iglesia de la universidad, Paulinerkirche.

## Análisis

### Texto
En 1727 Christian Friedrich Henrici (Picander) había publicado una versión previa del texto, la cantata de cumpleaños Steigt freudig in die Luft, BWV 36a, que también fue compuesta por Bach. Es probable que Picander fuera el autor de la adaptación para la celebración de la universidad.

### Instrumentación
La obra está escrita para cuatro solistas vocales (soprano, alto, tenor y bajo) y un coro a cuatro voces; un flauto traverso, dos oboes d'amore, dps violines, viola y bajo continuo.

### Estructura
Consta de ocho movimientos.
1. Coro: Die Freude reget sich
2. Recitativo (tenor): Ihr seht, wie sich das Glücke
3. Aria (tenor): Aus Gottes milden Vaterhänden
4. Recitativo (alto): Die Freunde sind vergnügt
5. Aria (alto): Das Gute, das dein Gott beschert
6. Recitativo (soprano): Wenn sich die Welt mit deinem Ruhme trägt
7. Aria (soprano): Auch mit gedämpften, schwachen Stimmen
8. Coro y recitativo (tenor, alto, soprano): Was wir dir vor Glücke gönnen

Como en BWV 36c, el primer movimiento es de naturaleza jovial y el aria de tenor incluye una significativa línea de oboe d'amore. El movimiento final es un "alegre coro con recitativo interpolado".
También hay cantatas sacras relacionadas, dos versiones de la cantata para el primer domingo de Adviento, Schwingt freudig euch empor, BWV 36.
La cantata original es inusual puesto que es una pieza profana que ha parodiado una pieza sacra y después, unos cinco años más tarde, como obra secular. Las parodias de Bach por lo general son de profanas a sacras que de sacras a profanas. La explicación dada para la prevalencia de las parodias de profanas a sacras es que las piezas seculares ocasionales como las cantatas de cumpleaños tenían un solo uso y Bach era capaz de reutilizarlas como obras sacras.

## Discografía selecta
De esta pieza se han realizado una serie de grabaciones entre las que destacan las siguientes.
- 1996 – Bach Kantaten. Wolfgang Unger, Leipziger Universitätschor, Pauliner Barockensemble, Linda Perillo, Matthias Koch, Nils Giesecke (Thorofon)
- 2000 – Edition Bachakademie Vol. 139. Helmuth Rilling, Gächinger Kantorei, Bach-Collegium Stuttgart, Christiane Oelze, Ingeborg Danz, Marcus Ullmann (Hänssler)